# Mariano Rocchi
Mariano Rocchi (Perugia, 1855 – Roma, 1943) è stato un pittore, collezionista d'arte, antiquario, restauratore italiano.

## Biografia
Mariano Rocchi fu un pittore umbro che morì a Roma. Uno dei suoi quadri più famosi fu "San Girolamo nel deserto" conservato presso il Museo dell’Accademia di Belle Arti di Perugia, dove è possibile ammirare anche il suo autoritratto giovanile. Rocchi era anche un uomo di grande cultura e di notevole importanza è la sua raccolta di tessuti artigianali perugini donati alla pinacoteca della città. Sembra inoltre che alcuni degli antichi bicchieri romani, donati dalla Signora Eichwede al British Museum, provengano dalla collezioni che Rocchi acquistò alla Contessa Giacomo Manzoni.
Il pittore umbro affiancò fin da subito l'attività pittorica a quella commerciale e nel suo negozio di antiquariato e restauro di Perugia ebbe come suo collaboratore il giovane Gerardo Dottori. Mariano Rocchi fu anche amico di Filippo de Pisis che realizzò un suo ritratto ora conservato presso il Museo del Novecento di Milano.
Mariano Rocchi è sepolto al Cimitero Monumentale di Perugia; fu sua figlia Fernanda ad occuparsi di riportare la salma da Roma. La tomba di famiglia è in granito e presenta una piccola statuetta raffigurante Mariano Rocchi a figura intera, nell'atto di giudicare un piccolo oggetto; è un bronzo datato 1911 di Torquato Tamagnini